# Avis (Portugal)
Avis ist eine Kleinstadt (Vila) mit 1627 (Stand 19. April 2021), und ein Kreis (Concelho) mit 3812 Einwohnern (Stand 19. April 2021) in Portugal. Der Ort ist für den Ritterorden von Avis und die zweite portugiesische Königsdynastie bekannt, das Haus Avis. Zudem ist es eine bekannte Hochburg der Kommunistischen Partei Portugals.

## Geschichte
Jungsteinzeitliche Grabstätten (port.: Antas) und andere Funde belegen eine vorgeschichtliche Besiedlung des Gebietes. Über die Ursprünge des heutigen Ortes ist wenig Konkretes bekannt. Laut einer verbreiteten, aber unbelegten Theorie sollen zwei Ritter des späteren Avisordens, Fernando Rodrigues Monteiro und ein Unbekannter, hier im Auftrag des Königs D.Afonso II. einen geeigneten Platz zur Gründung eines Ortes gesucht haben. Unweit von Vaiamonte sahen sie eine geeignete Anhöhe. Als zudem aus dort stehenden Bäumen ein Adler aus einem Nest aufstieg, deuteten sie dies als gutes Zeichen. Die heutige Ortsbezeichnung soll sich auf das lateinische Wort Avis für Vogel beziehen, das in Ermangelung anderer örtlicher Referenzpunkte als Ortsname gewählt worden sein soll. Frei Bernardo de Brito unterstützt diese These in seinen Zisterzienserchroniken (port. Crónica de Cister, fünftes Buch).
König D.Afonso II. gab das Gebiet 1211 an Fernão Anes, den Großmeister des Ritterordens von Avis, mit der Auflage, den Ort zu besiedeln und zu befestigen. Nach Erfüllung der Auflagen übersiedelte 1223 der Orden von Évora hierher und führte seither den Ortsnamen in seiner Bezeichnung. Im gleichen Jahr erhielt Avis seine ersten Stadtrechte.
Der uneheliche Sohn des Königs D.Pedro I., João (dt.: Johann), wurde auf Bestreben seines Vaters Großmeister des Avisordens. Als Portugal 1383 durch Erbfolge an Kastilien zu fallen drohte, stellte sich João an die Spitze der entbrannten Revolution von 1383. Es kam zum Krieg mit Kastilien, das 1385 in der Schlacht von Aljubarrota vom zahlenmäßig unterlegenen portugiesischen Heer unter João und dem talentierten Nuno Álvares Pereira entscheidend geschlagen wurde. João wurde als D.João I. König Portugals und Begründer der zweiten Herrscherdynastie des Landes, dem Haus Avis.
König Manuel I. erneuerte die Stadtrechte des Ortes 1512 im Zuge seiner Verwaltungsreformen.
Der Kreis Avis gilt als der „kommunistischste“ im ganzen Land. Nach dem Fall des Estado-Novo-Regimes mit der Nelkenrevolution 1974 gab es tiefgreifende Veränderungen im Land, und insbesondere in der Region Alentejo, in der Avis liegt. In der Folge hat seit 1976 die kommunistische PCP hier jede Wahl gewonnen.

## Kultur und Sehenswürdigkeiten
Zu den Baudenkmälern des Ortes zählen eine Reihe historischer öffentlicher und privater Gebäude, Steinbrunnen, Gärten, die mittelalterliche Burg Castelo de Avis, und eine Reihe Sakralbauten, darunter das Kloster Mosteiro de São Bento de Avis. In Teilen der ursprünglich gotischen, nach Umbauten Renaissance- und Barock-Merkmale zeigenden Klosteranlage Mosteiro de São Bento de Avis ist heute u. a. das städtische Museum (Museu Municipal), das Stadtarchiv (Arquivo Municipal) und die Stadtbibliothek (Biblioteca Municipal) untergebracht. Auch Kunstausstellungen und Schauen traditionellen Kunsthandwerks der Region finden hier statt.
Der Schandpfahl (port.: Pelourinho) aus dem 16. Jahrhundert zeigt an seiner Spitze einen Adler, als Teil der Gründungstheorie des Ortes.
Der historische Ortskern steht zudem als Einheit unter Denkmalschutz.
Bei Bauarbeiten im Zentrum der Stadt fand man 2004 nahe der Hauptkirche und des Platzes Largo Dr. Sérgio de Castro menschliche Knochen, die auf einen antiken oder vorgeschichtlichen Friedhof schließen lassen. Eine archäologische Ausgrabungsstätte wurde hier eingerichtet.

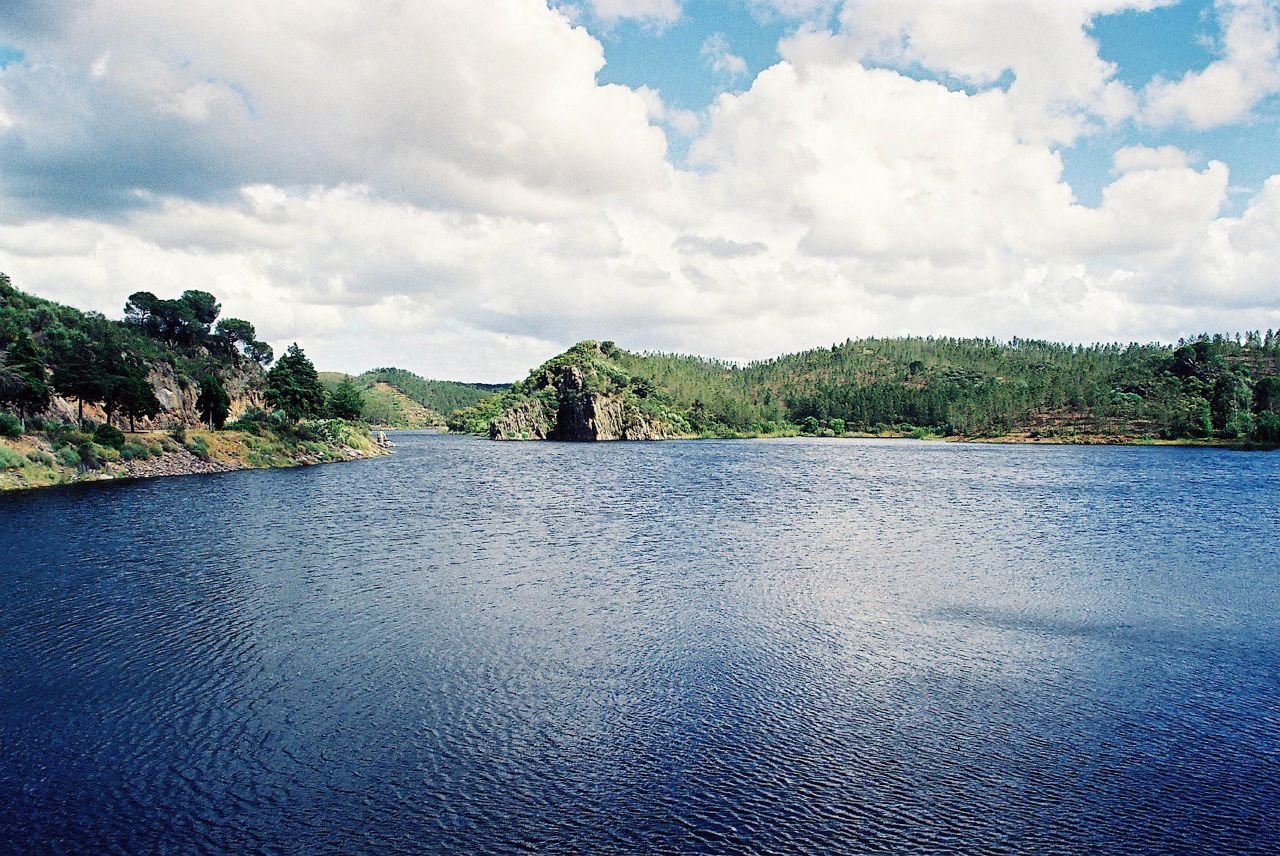
Am Stausee Barragem do Maranhão

Avis liegt unweit des Stausees Barragem do Maranhão, der vielfältige Wassersport- und Bademöglichkeiten bietet. Mit dem Complexo do Clube Náutico gibt es hier einen Komplex aus u. a. Campingplatz, Bademöglichkeiten, Reittouren, Mountainbiketouren, Wanderwegen, Tennisplätzen und anderen Sporteinrichtungen. Insbesondere die verschiedensten Wassersportarten werden hier betrieben, von Rudern über Windsurf bis Kitesurfen. Portugiesische und internationale Leistungssportler sind hier häufiger im Trainingslager zu Gast, darunter verschiedene skandinavische Ruder-Olympiamannschaften oder das London Rowing Center.

## Verwaltung

### Kreis
Avis ist Verwaltungssitz eines gleichnamigen Kreises. Die Nachbarkreise sind (im Uhrzeigersinn im Norden beginnend): Alter do Chão, Fronteira, Sousel, Mora sowie Ponte de Sor.
Mit der Gebietsreform im September 2013 wurden mehrere Gemeinden zu neuen Gemeinden zusammengefasst, sodass sich die Zahl der Gemeinden von zuvor acht auf sechs verringerte.
Die folgenden Gemeinden (Freguesias) liegen im Kreis Avis:

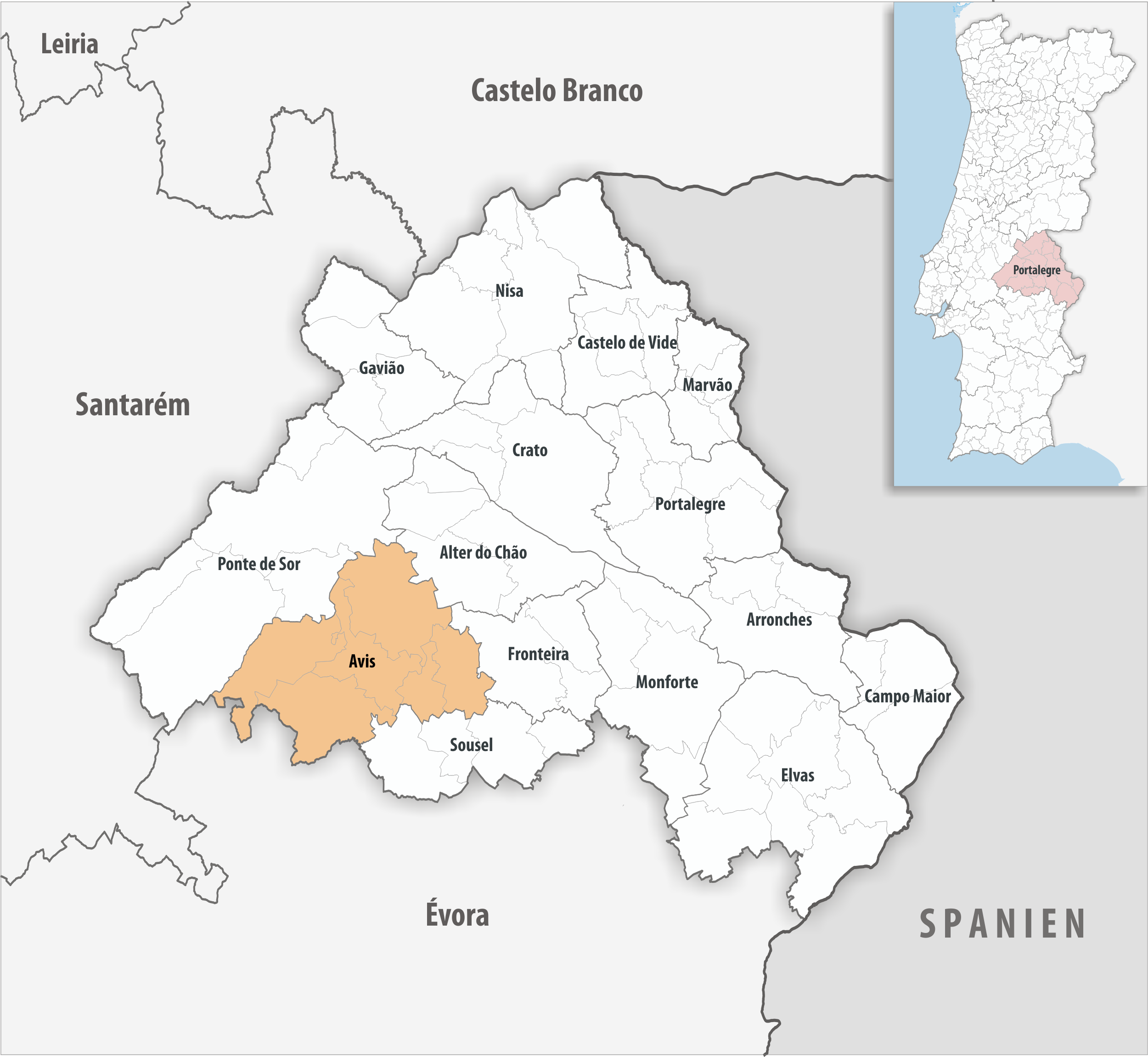
Kreis Avis

| Gemeinde             | Einwohner (2021) | Fläche km² | Dichte Einw./km² | LAU- Code |
| -------------------- | ---------------- | ---------- | ---------------- | --------- |
| Alcórrego e Maranhão | 413              | 128,75     | 3                | 120309    |
| Aldeia Velha         | 214              | 126,11     | 2                | 120302    |
| Avis                 | 1.627            | 92,09      | 18               | 120303    |
| Benavila e Valongo   | 878              | 150,67     | 6                | 120310    |
| Ervedal              | 432              | 38,07      | 11               | 120305    |
| Figueira e Barros    | 248              | 70,26      | 4                | 120306    |
| Kreis Avis           | 3.812            | 605,95     | 6                | 1203      |

### Bevölkerungsentwicklung
| Einwohnerzahl im Kreis Avis (1801–2011) | Einwohnerzahl im Kreis Avis (1801–2011) | Einwohnerzahl im Kreis Avis (1801–2011) | Einwohnerzahl im Kreis Avis (1801–2011) | Einwohnerzahl im Kreis Avis (1801–2011) | Einwohnerzahl im Kreis Avis (1801–2011) | Einwohnerzahl im Kreis Avis (1801–2011) | Einwohnerzahl im Kreis Avis (1801–2011) | Einwohnerzahl im Kreis Avis (1801–2011) | Einwohnerzahl im Kreis Avis (1801–2011) |
| --------------------------------------- | --------------------------------------- | --------------------------------------- | --------------------------------------- | --------------------------------------- | --------------------------------------- | --------------------------------------- | --------------------------------------- | --------------------------------------- | --------------------------------------- |
| 1801                                    | 1849                                    | 1900                                    | 1930                                    | 1960                                    | 1981                                    | 1991                                    | 2001                                    | 2004                                    | 2011                                    |
| 3032                                    | 3732                                    | 6113                                    | 7880                                    | 8977                                    | 5890                                    | 5686                                    | 5197                                    | 5054                                    | 4571                                    |

### Kommunaler Feiertag
- Ostermontag

## Söhne und Töchter der Stadt
- Estêvão Cacella (1585–1630), jesuitischer Missionar im Himalaya, erster Europäer in Bhutan
- João Rosado Correia (1939–2002), Architekt, Hochschullehrer, Freimaurer und Politiker, 1983 Minister der Regierung Soares
- Alexandre Alves (* 1947), kommunistischer Unternehmer, u. a. Mitbegründer des Klimaanlagenherstellers FNAC
- Emygdio Mendes († 1958), Jurist und Politiker, Finanzleiter der Eisenbahngesellschaft Comboios de Portugal